# Wolfram Gambke
Wolfram Gambke (ur. 2 listopada 1959 w Pinnebergu) – zachodnioniemiecki lekkoatleta specjalizujący się w rzucie oszczepem.
Czwarty zawodnik igrzysk olimpijskich w Los Angeles (1984). W 1985 zdobył srebrny medal uniwersjady w japońskim Kobe. Rok później uplasował się na 6. miejscu mistrzostw Europy. Rekord życiowy: 85,90 (15 czerwca 1984, Hanower).